# Menièrova nemoc
Ménierova nemoc je onemocnění projevující se záchvaty závratě s nevolností (vertigo), sluchovými šelesty (tinitus) a později i trvalejší poruchou sluchu. Záchvaty vznikají někdy bez příčiny, jindy jsou způsobeny náhlým pohybem hlavy, kouřením, alkoholem, přepracováním aj. Příčina není zcela jasná. Léčba dosud není známa, pouze se mírní příznaky. Prevalence je kolem 200 případů na 100 000 obyvatel.
Jsou-li podobné příznaky způsobeny jinou známou nemocí (např. poruchami krční páteře, endokrinními poruchami aj.), hovoří se o Menièrově syndromu.
Nemoc popsal roku 1861 francouzský lékař Prosper Menière (1799–1862).
Touto chorobou trpěl či trpí například americký astronaut Alan Shepard, spisovatelé Jan Matzal Troska a Edvard Valenta, druhý československý prezident Edvard Beneš či Guy Kawasaki. Pravděpodobně Jonathan Swift, možná i Charles Darwin, Vincent van Gogh a Marilyn Monroe.